# 杜恩·库珀
萨缪尔·杜安·库珀（英語：Samuel Duane Cooper，1969年6月25日—），美国NBA联盟职业篮球运动员。他在1992年的NBA选秀中第2轮第36顺位被洛杉矶湖人选中。